# Иван Палчев
Иван Кирилов Палчев (Цеко) е български журналист и политик, роден на 15 август 1943 г. в град Видин. Палчев е депутат от Движението за права и свободи (ДПС) в VII Велико народно събрание и в XXXVI Народно събрание. Посланник в Азербайджан от 2004 до 2008 г. и член на националното ръководство на партия Гражданско обединение за реална демокрация (2012).

## Биография

### Ранни години
Иван Палчев е роден в град Видин през 1943 г., където завършва средното си образование. Мести се в София и следва българска филология в Софийския университет „Св. Климент Охридски“. След завършването си става журналист и дълги години работи за редакция списание „Съвременник“ и в Българската национална телевизия. Автор е на няколко книги за тероризма.

### Политическа дейност
Палчев навлиза в политическия живот през 1990 г., когато се сближава с един от основателите на ДПС Хюсеин Умер Хасан. Помага на неизвестния тогава Меди Доганов да се появи за първи път на екрана на националната ТВ, където на живо се представя с името Ахмед Доган. Медийната изява съдейства за основаването на ДПС и избора на Доган за несменяем лидер на партията до 2013 г.
Иван Палчев влиза като депутат в VII Велико народно събрание от листата на ДПС във Втори многомандатен район-Бургас. В качеството си на народен представител Палчев става съучредител на Асоциация за самозащита на гражданите „Защита“. Организацията, инициирана от многократния шампион по таекуондо Славчо (Слави) Бинев и доц. Цветан Цветанов, е учредена през ноември 1993 г. По тази линия Палчев става част от войната между бившите борци (т.нар. „мутри“) и бившите състезатели по източни бойни изкуства, част от която е нападението на спортния комплекс „Дескрим“ в Дианабад и отвличането на Славчо Бинев (1993). Инцидентът води до разпада на Асоциация „Защита“.
През 1991 г. Иван Палчев е избран отново за народен представител XXXVI Народно събрание. В него той е зам.-председател на Комисията по националната сигурност и председател на Временната анкетна комисия за изясняване причините, довели до неизпълнение на разпореждането на Председателя на НС за пряко телевизионно предаване на първото четене на законопроекта за връщане на отнетото държавно имущество.
През 2009 г. назначен за началник на кабинета на Емел Етем, вицепремиер в кабинета „Станишев“.
Политическата дейност на Иван Палчев продължава през февруари 2012 г., когато Славчо Бинев напуска партия „Атака“, за да създаде ГОРД (Гражданско обединение за реална демокрация). Като дългогодишен приятел на Бинев от дните на Асоциация „Защита“ Палчев влиза в националното ръководство на партията.

### Дипломатическа дейност
През 2004 г. по време на управлението на кабинета „Сакскобургготски“ Иван Палчев е назначен за посланик на Република България в Азербайджан. От Баку Палчев се връща през 2008 г.
В края на мандата на правителството на Сергей Станишев Иван Палчев е назначен като генерален консул в Новосибирск. Той така и не заминава за Русия, тъй като новоизбраното правителство на ГЕРБ през 2009 г. отменя решението.

### Досието на агент „Цеко“
От 1974 г. Иван Палчев е агент с псевдонима „Цеко“ на Шесто управление на Държавна сигурност за борба с идеологическата диверсия.

### Литературни творби
През 2001 г. Палчев издава книгата си „Ахмед Доган. Опит за политически портрет“. София, Ив. Палчев, 2001, 128 с. В нея той определя Ахмед Доган като един от малкото „истински политици“ в България.
По-късно издава и следните книги:
„Времето на кентаврите. Ахмед Доган“. София, Университетско издателство „Св. Климент Охридски“, 2016, 360 с.
„Терор“. София, Издателство на БАН „Проф. Марин Дринов“, 2018, 220 с.